# Сар-Сар
Сар-Сар — село в Кизлярском районе Дагестана. Входит в состав Черняевского сельсовета.

## Географическое положение
Село находится у Барбалейкинского канала, на расстоянии 38 км к северо-востоку от города Кизляр, административного центра района.

## История
Село основано в 1966 году на месте бывшего русского хутора Сар-Сар переселенцами из разрушенного землетрясением села Ашар Курахского района.

## Население
| 1914 | 1926 | 1970 | 1989 | 2002 | 2010 | 2021 |
| ---- | ---- | ---- | ---- | ---- | ---- | ---- |
| 51   | ↗191 | ↗494 | ↘343 | ↗526 | ↗538 | ↗557 |

### Половой состав
По данным Всероссийской переписи населения 2010 года, в селе проживало 538 человек (260 мужчин и 278 женщин).

### Национальный состав
По данным Всесоюзной переписи населения 1926 года:
| № | Национальность | Численность, чел. | Доля  |
| - | -------------- | ----------------- | ----- |
| 1 | русские        | 191               | 100 % |

По данным Всероссийской переписи населения 2010 года:
| № | Национальность | Численность, чел. | Доля   |
| - | -------------- | ----------------- | ------ |
| 1 | лезгины        | 514               | 95,5 % |
| 2 | другие         | 24                | 4,5 %  |

## Экономика
В селе действует сельскохозяйственное предприятие ООО «Нива».